# Éliminatoires de la Coupe du monde de football 2014 : zone Afrique, groupe C
Le groupe C du deuxième tour des éliminatoires de la coupe du monde 2014 est composé des redoutables ivoiriens de Didier Drogba, des Lions de l'Atlas marocains et de la Gambie. L'équipe du premier tour, qui vient compléter le groupe, est la Tanzanie, difficile vainqueur (2-1, 0-1) du Tchad.

## Classement
| Rang | Équipe        | Pts | J | G | N | P | Bp | Bc | Diff |  | Résultats (▼ dom., ► ext.) |     |     |     |     |
| ---- | ------------- | --- | - | - | - | - | -- | -- | ---- |  | -------------------------- | --- | --- | --- | --- |
| 1    | Côte d'Ivoire | 14  | 6 | 4 | 2 | 0 | 15 | 5  | +10  |  | Côte d'Ivoire              |     | 1-1 | 2-0 | 3-0 |
| 2    | Maroc         | 9   | 6 | 2 | 3 | 1 | 9  | 8  | +1   |  | Maroc                      | 2-2 |     | 2-1 | 2-0 |
| 3    | Tanzanie      | 6   | 6 | 2 | 0 | 4 | 8  | 12 | -4   |  | Tanzanie                   | 2-4 | 3-1 |     | 2-1 |
| 4    | Gambie        | 4   | 6 | 1 | 1 | 4 | 4  | 11 | -7   |  | Gambie                     | 0-3 | 1-1 | 2-0 |     |

La Gambie, la Tanzanie et le Maroc sont éliminés de la course à la qualification pour la Coupe du monde 2014.
La Côte d'Ivoire est qualifiée pour le troisième tour.

## Calendrier et résultats
| 1re journée             | Gambie     | 1 – 1   | Maroc      | Independence Stadium, Bakau                   |                                               |
| 2 juin 2012 16:30 UTC+0 | Jammeh 15e | (1 – 0) | 76e Kharja | Spectateurs : 15 000 Arbitrage : Neant Alioum | Spectateurs : 15 000 Arbitrage : Neant Alioum |
| 2 juin 2012 16:30 UTC+0 | Rapport    |         |            | Spectateurs : 15 000 Arbitrage : Neant Alioum | Spectateurs : 15 000 Arbitrage : Neant Alioum |

| 2 juin 2012 | Côte d'Ivoire          | 2 – 0   | Tanzanie | Stade Félix Houphouët-Boigny, Abidjan        |                                              |
| 17:00 UTC+0 | Kalou 10e · Drogba 71e | (1 – 0) |          | Spectateurs : 15 000 Arbitrage : Slim Jedidi | Spectateurs : 15 000 Arbitrage : Slim Jedidi |
| 17:00 UTC+0 | Rapport                |         |          | Spectateurs : 15 000 Arbitrage : Slim Jedidi | Spectateurs : 15 000 Arbitrage : Slim Jedidi |

| 2e journée              | Maroc                               | 2 – 2   | Côte d'Ivoire           | Stade de Marrakech, Marrakech                 |                                               |
| 9 juin 2012 21:00 UTC+1 | Kharja 42e (pen.) · Abourazzouk 89e | (1 – 1) | 8e Kalou · 60e K. Touré | Spectateurs : 36 000 Arbitrage : Ghead Grisha | Spectateurs : 36 000 Arbitrage : Ghead Grisha |
| 9 juin 2012 21:00 UTC+1 | Rapport                             |         |                         | Spectateurs : 36 000 Arbitrage : Ghead Grisha | Spectateurs : 36 000 Arbitrage : Ghead Grisha |

| 10 juin 2012 | Tanzanie                     | 2 – 1   | Gambie       | Benjamin Mkapa National Stadium, Dar es Salaam |                                                |
| 16:00 UTC+3  | Kapombe 60e · Nyoni (en) 85e | (0 – 1) | 8e M. Ceesay | Spectateurs : 20 000 Arbitrage : Ruzive Ruzive | Spectateurs : 20 000 Arbitrage : Ruzive Ruzive |
| 16:00 UTC+3  | Rapport                      |         |              | Spectateurs : 20 000 Arbitrage : Ruzive Ruzive | Spectateurs : 20 000 Arbitrage : Ruzive Ruzive |

| 3e journée               | Côte d'Ivoire                              | 3 – 0   | Gambie | Stade Félix Houphouët-Boigny, Abidjan               |                                                     |
| 23 mars 2013 17:00 UTC+0 | Bony 51e (pen.) · Y. Touré 57e · Kalou 70e | (0 – 0) |        | Spectateurs : 20 000 Arbitrage : Éric Otogo-Castane | Spectateurs : 20 000 Arbitrage : Éric Otogo-Castane |
| 23 mars 2013 17:00 UTC+0 | Rapport                                    |         |        | Spectateurs : 20 000 Arbitrage : Éric Otogo-Castane | Spectateurs : 20 000 Arbitrage : Éric Otogo-Castane |

| 24 mars 2013 | Tanzanie                       | 3 – 1   | Maroc          | Benjamin Mkapa National Stadium, Dar es Salaam              |                                                             |
| 15:00 UTC+3  | Ulimwengu 46e · Samata 67e 79e | (0 – 0) | 90+3e El-Arabi | Spectateurs : 40 000 Arbitrage : Hélder Martins de Carvalho | Spectateurs : 40 000 Arbitrage : Hélder Martins de Carvalho |
| 15:00 UTC+3  | Rapport                        |         |                | Spectateurs : 40 000 Arbitrage : Hélder Martins de Carvalho | Spectateurs : 40 000 Arbitrage : Hélder Martins de Carvalho |

| 4e journée              | Gambie  | 0 – 3   | Côte d'Ivoire                           | Independence Stadium, Bakau                    |                                                |
| 8 juin 2013 16:30 UTC+0 |         | (0 – 1) | 12e L. Traoré · 61e Bony · 89e Y. Touré | Spectateurs : 24 000 Arbitrage : Janny Sikazwe | Spectateurs : 24 000 Arbitrage : Janny Sikazwe |
| 8 juin 2013 16:30 UTC+0 | Rapport |         |                                         | Spectateurs : 24 000 Arbitrage : Janny Sikazwe | Spectateurs : 24 000 Arbitrage : Janny Sikazwe |

| 8 juin 2013 | Maroc                               | 2 – 1   | Tanzanie        | Stade de Marrakech, Marrakech                   |                                                 |
| 21:00 UTC+1 | Hamdallah 39e (pen.) · El-Arabi 51e | (1 – 0) | 62e Kiemba (en) | Spectateurs : 15 000 Arbitrage : Daniel Bennett | Spectateurs : 15 000 Arbitrage : Daniel Bennett |
| 21:00 UTC+1 | Rapport                             |         |                 | Spectateurs : 15 000 Arbitrage : Daniel Bennett | Spectateurs : 15 000 Arbitrage : Daniel Bennett |

| 5e journée               | Maroc                     | 2 – 0   | Gambie | Stade de Marrakech, Marrakech                      |                                                    |
| 15 juin 2013 21:00 UTC+1 | Barrada 3e · Belhanda 51e | (1 – 0) |        | Spectateurs : 15 000 Arbitrage : Mohammed El-Fadil | Spectateurs : 15 000 Arbitrage : Mohammed El-Fadil |
| 15 juin 2013 21:00 UTC+1 | Rapport                   |         |        | Spectateurs : 15 000 Arbitrage : Mohammed El-Fadil | Spectateurs : 15 000 Arbitrage : Mohammed El-Fadil |

| 16 juin 2013 | Tanzanie                            | 2 – 4   | Côte d'Ivoire                                        | Benjamin Mkapa National Stadium, Dar es Salaam     |                                                    |
| 15:00 UTC+3  | Amri Kiemba (en) 2e · Ulimwengu 34e | (2 – 3) | 13e L. Traoré · 13e 43e (pen.) Y. Touré · 90+3e Bony | Spectateurs : 60 000 Arbitrage : Mehdi Abid Charef | Spectateurs : 60 000 Arbitrage : Mehdi Abid Charef |
| 15:00 UTC+3  | Rapport                             |         |                                                      | Spectateurs : 60 000 Arbitrage : Mehdi Abid Charef | Spectateurs : 60 000 Arbitrage : Mehdi Abid Charef |

| 6e journée       | Côte d'Ivoire     | 1 – 1   | Maroc        |  |  |
| 6 septembre 2013 | Drogba 83e (pen.) | (0 – 0) | 52e El-Arabi |  |  |
| 6 septembre 2013 | Rapport           |         |              |  |  |

| 6 septembre 2013 | Gambie        | 2 – 0   | Tanzanie |  |  |
|                  | Jarju 44e 51e | (1 – 0) |          |  |  |
|                  | Rapport       |         |          |  |  |

## Buteurs
| Pos | Joueur                 | Pays          | Buts |
| --- | ---------------------- | ------------- | ---- |
| 1   | islem slimani          | Côte d'Ivoire | 5    |
| 2   | Wilfried Bony          | Côte d'Ivoire | 3    |
| 2   | Salomon Kalou          | Côte d'Ivoire | 3    |
| 2   | Youssef El-Arabi       | Maroc         | 3    |
| 5   | Didier Drogba          | Côte d'Ivoire | 2    |
| 5   | Lacina Traoré          | Côte d'Ivoire | 2    |
| 5   | Mustapha Jarju         | Gambie        | 2    |
| 5   | Houssine Kharja        | Maroc         | 2    |
| 5   | Mbwana Samata          | Tanzanie      | 2    |
| 5   | Amri Kiemba            | Tanzanie      | 2    |
| 5   | Thomas Ulimwengu       | Tanzanie      | 2    |
| 12  | Kolo Touré             | Côte d'Ivoire | 1    |
| 12  | Abdou Jammeh           | Gambie        | 1    |
| 12  | Momodou Ceesay         | Gambie        | 1    |
| 12  | Abderrazak Hamed Allah | Maroc         | 1    |
| 12  | Hamza Abourazzouk      | Maroc         | 1    |
| 12  | Younes Belhanda        | Maroc         | 1    |
| 12  | Abdelaziz Barrada      | Maroc         | 1    |
| 12  | Shomari Kapombé        | Tanzanie      | 1    |
| 12  | Erasto Nyoni           | Tanzanie      | 1    |